# Philippe Chenaux
Philippe Chenaux (Romandie, Suiza; 5 de octubre de 1959) es un historiador, catedrático, biógrafo y académico suizo, especializado en historia del Concilio Vaticano II, del papado en la época contemporánea y del pensamiento católico del siglo XX.

## Biografía
Es doctor en historia contemporánea por la Universidad de Ginebra. Entre 1988 y 1998, fue catedrático en las universidades de Friburgo, Ginebra y Arras. Actualmente es catedrático de historia de la Iglesia moderna y contemporánea en la Facultad de Teología de la Pontificia Universidad Lateranense de Roma, así como director del Centro de Estudios e Investigación del Concilio Vaticano II, de la misma universidad. Además, es miembro del Comité Pontificio de Ciencias Históricas, director de la revista Notes et Documents del Instituto Internacional Jacques Maritain y presidente del Cercle d'études Jacques et Raissa Maritain.

## Obras publicadas
Entre sus obras destacan: 
- Une Europe vaticane?: entre le Plan Marshall et les Traités de Rome (Éditions Ciaco, 1990).
- Entre Maurras et Maritain : une génération intellectuelle catholique (1920-1930) (Éditions du Cerf, 1999).
- Pie XII, diplomate et pasteur (Éditions du Cerf, 2003).
- De la chrétienté à l'Europe : les catholiques et l'idée européenne au XXe siècle (Éditions CLD, 2007).
- L'Église catholique et le communisme en Europe (1917-1989), de Lénine à Jean-Paul II (Éditions du Cerf, 2009).
- Il Concilio Vaticano II (Carocci Editore, 2012).